# لونا ۵

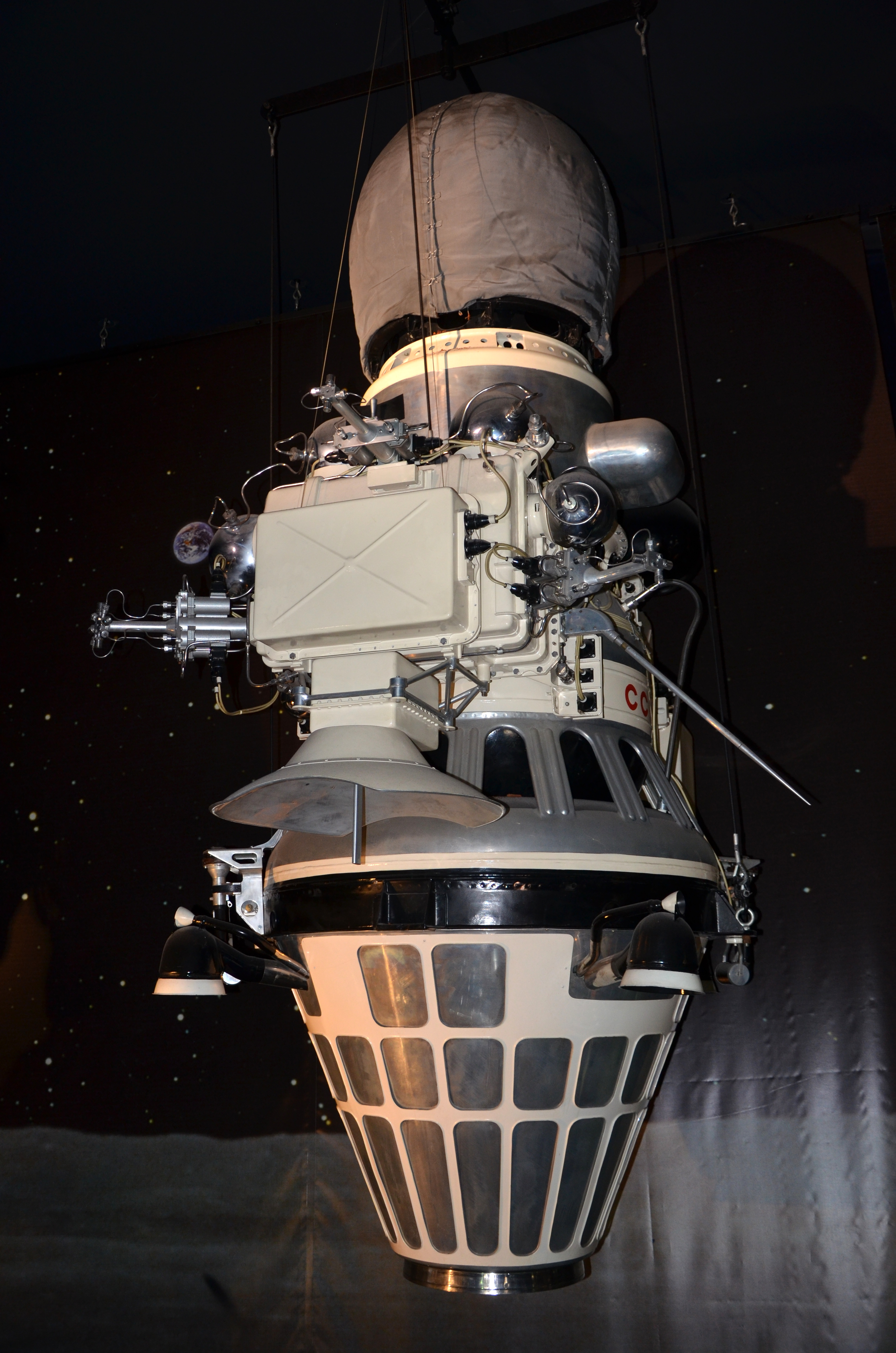
یک فضاپیمای بدون سر نشین

لونا ۵ (به انگلیسی: Luna 5) یک فضاپیمای بدون سرنشین برنامه لونا ساخت شوروی است که لونیک ۵ (به انگلیسی: Lunik 5) هم نامیده می‌شود. این فضاپیما به پژوهش دربارهٔ فرود نرم بر روی کره ماه پرداخت. سیستم رتراکت شکست خورد و فضاپیما به سطح ماه اصابت کرد.